# Vikientsi Raltsevitch
 (septembre 2024).
La mise en forme du texte ne suit pas les recommandations de Wikipédia : il faut le « wikifier ».
Les points d'amélioration suivants sont les cas les plus fréquents. Le détail des points à revoir est peut-être précisé sur la page de discussion.
- Les titres sont pré-formatés par le logiciel. Ils ne sont ni en capitales, ni en gras.
- Le texte ne doit pas être écrit en capitales (les noms de famille non plus), ni en gras, ni en italique, ni en « petit »…
- Le gras n'est utilisé que pour surligner le titre de l'article dans l'introduction, une seule fois.
- L'italique est rarement utilisé : mots en langue étrangère, titres d'œuvres, noms de bateaux, etc.
- Les citations ne sont pas en italique mais en corps de texte normal. Elles sont entourées par des guillemets français : « et ».
- Les listes à puces sont à éviter, des paragraphes rédigés étant largement préférés. Les tableaux sont à réserver à la présentation de données structurées (résultats, etc.).
- Les appels de note de bas de page (petits chiffres en exposant, introduits par l'outil «  Source ») sont à placer entre la fin de phrase et le point final[comme ça].
- Les liens internes (vers d'autres articles de Wikipédia) sont à choisir avec parcimonie. Créez des liens vers des articles approfondissant le sujet. Les termes génériques sans rapport avec le sujet sont à éviter, ainsi que les répétitions de liens vers un même terme.
- Les liens externes sont à placer uniquement dans une section « Liens externes », à la fin de l'article. Ces liens sont à choisir avec parcimonie suivant les règles définies. Si un lien sert de source à l'article, son insertion dans le texte est à faire par les notes de bas de page.
- La présentation des références doit suivre les conventions bibliographiques. Il est recommandé d'utiliser les modèles {{Ouvrage}}, {{Chapitre}}, {{Article}}, {{Lien web}} et/ou {{Bibliographie}}. Le mode d'édition visuel peut mettre en forme automatiquement les références.
- Insérer une infobox (cadre d'informations à droite) n'est pas obligatoire pour parachever la mise en page.

Pour une aide détaillée, merci de consulter Aide:Wikification.
Si vous pensez que ces points ont été résolus, vous pouvez retirer ce bandeau et améliorer la mise en forme d'un autre article.
Vikientsi Ivanavitch Raltsevitch (en biélorusse : Вікенцій Іванавіч Ральцэвіч, russe : Викентий Иванович Ральцевич, Vikenti Iwanowitsch Ralzewitsch translittération scientifique Vikentij Ivanovič Ral'cevič ; Harbavitchy, voblast de Moguilev, 20 janvier 1936 - Vitebsk, 1er octobre 2020) était un peintre biélorusse.

## Biographie
Raltsevitch fut diplômé de l'École d'art de Minsk (aujourd'hui Collège d'art d'État de Minsk A. Glebov) en 1957 et de l'Institut de théâtre et d'art biélorusse (aujourd'hui Académie d'art d'État de Biélorussie) à Minsk en 1963. Raltsevich a vécu et travaillé à Vitebsk.

## Œuvre
Son travail a été présenté pour la première fois à Moscou en 1964 lors de la 10e exposition. Exposition pan-syndicale des thèses de diplôme.
La recherche de nouvelles possibilités techniques pour une réalisation plus complète  de ses idées était et restait une constante pour Raltsevitch. Lors de l'Exposition de toute l'Union au Manège de Moscou en 1966, son triptyque « Vieux Vitebsk » a été exposé sous forme de gravures sur carton. l ne s'agissait toutefois pas de gravures, c'est-à-dire de taille d'épargne, mais de travaux réalisés par impression à plat.
Raltsevitch a beaucoup contribué au développement de l'aquarelle). Ses aquarelles se distinguent de la technique classique par l'utilisation du pinceau à poils, qui rend la surface du papier rugueuse et permet ainsi à la couleur de pénétrer dans des couches plus profondes, rendant les couleurs plus expressives et plus intenses, renforçant ainsi les possibilités expressives de l'aquarelle.
Lorsque Raltsevitch participa à la première exposition d'aquarelles de toute l'union en 1965, il attira l'attention et fut envoyé au plein air international « Bieszczady 76 » (« Bieszczady 76 ») en guise de reconnaissance. Son œuvre à l'aquarelle y a été récompensé.
Les intérêts de Raltsevitch pour les arts visuels étaient très variés. Il a travaillé avec succès dans la peinture à l'huile et à la détrempe, il s'est impliqué dans la peinture monumentale, les mosaïques et les vitraux. Il développe son propre style dans le vitrail.
En 1993, il crée sa première œuvre d'art ésotérique (EZO), une sculpture en relief qui se transforme à partir de la peinture sur un plan en polissant la surface. EZO est ce qui se rapproche le plus de la pierre précieuse, du bijou. La beauté cachée de la pierre n'apparaît qu'après le polissage. Contrairement à d'autres arts où la couleur et la forme sont utilisées consciemment, Ezo est imprévisible. Les copies et répétitions sont donc exclues. Dans les couches cachées des couleurs d'EZO, comme dans la peinture, des métamorphoses distingue du pavé.inattendues se produisent. En peinture, ils restent cachés et l'EZO est capable de révéler l'intérieur de la couche de peinture à l'aide du « ponçage ». La couche de peinture diffère de la surface du tableau, comme la pierre précieuse polie se distingue du pavé.
Ses œuvres ont été primées et font partie de collections publiques et privées. En Allemagne, il a participé à des expositions à Grenzau et Bendorf en 2014 puis à nouveau en 2015 (dont un avec Armin Mueller-Stahl).